# Francis Tournefier
Francis Tournefier, né le 28 février 1964 à Cosne-Cours-sur-Loire, est un haltérophile français, évoluant dans la catégorie des moins de 100 kg.

## Carrière
Durant les Championnats de France de 1980, il rencontre le vice-champion d'Europe d'haltérophilie, Yvan Corbet, qui l'inspire à continuer sa carrière.[réf. nécessaire]
Il est médaillé de bronze aux Championnats d'Europe d'haltérophilie 1990 (en) et aux Championnats du monde d'haltérophilie 1991 (en) ainsi que médaillé d'or aux Jeux méditerranéens de 1987 et aux Jeux méditerranéens de 1993 (en moins de 108 kg).